# Bureyanus hastatus
 (juin 2023).
Genre
Espèce
Bureyanus hastatus, unique représentant du genre Bureyanus, est une espèce d'araignées aranéomorphes de la famille des Linyphiidae.

## Distribution
Cette espèce est endémique du kraï de Khabarovsk en Russie,. Elle se rencontre vers Verkhnebureinsky.

## Description
Le mâle holotype mesure 1,70 mm.

## Systématique et taxinomie
Cette espèce a été décrite par Tanasevitch en 2023.
Ce genre a été décrit par Tanasevitch en 2023 dans les Linyphiidae.

## Publication originale
- Tanasevitch, 2023 : « Bureyanus gen. n. from the Russian Far East (Aranei: Linyphiidae: Erigoninae). » Arthropoda Selecta, vol. 32, no 1, p. 103-106.